# Benkara malabarica
Benkara malabarica là một loài thực vật có hoa trong họ Thiến thảo. Loài này được (Lam.) Tirveng. mô tả khoa học đầu tiên năm 1983.

## Hình ảnh

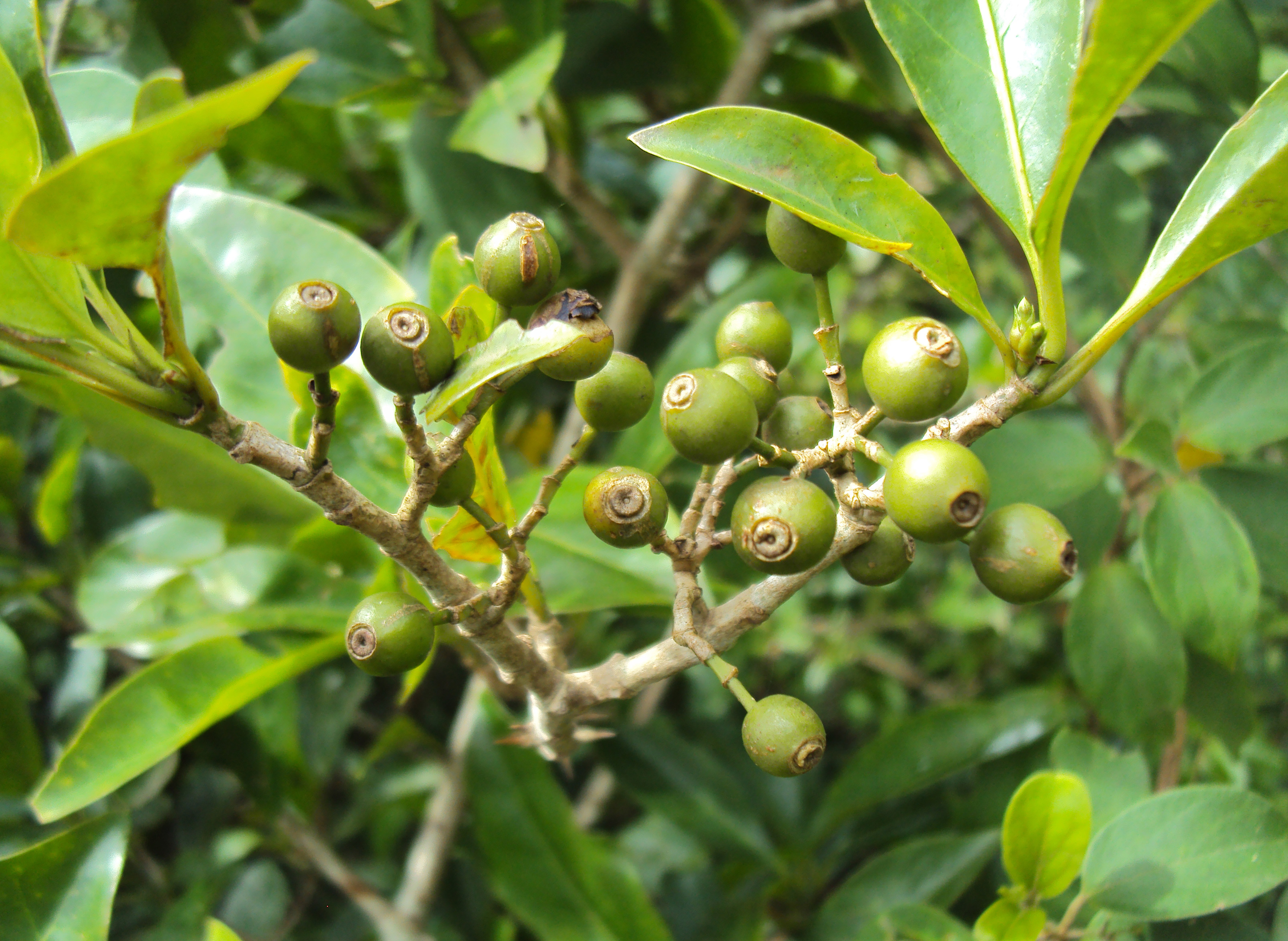
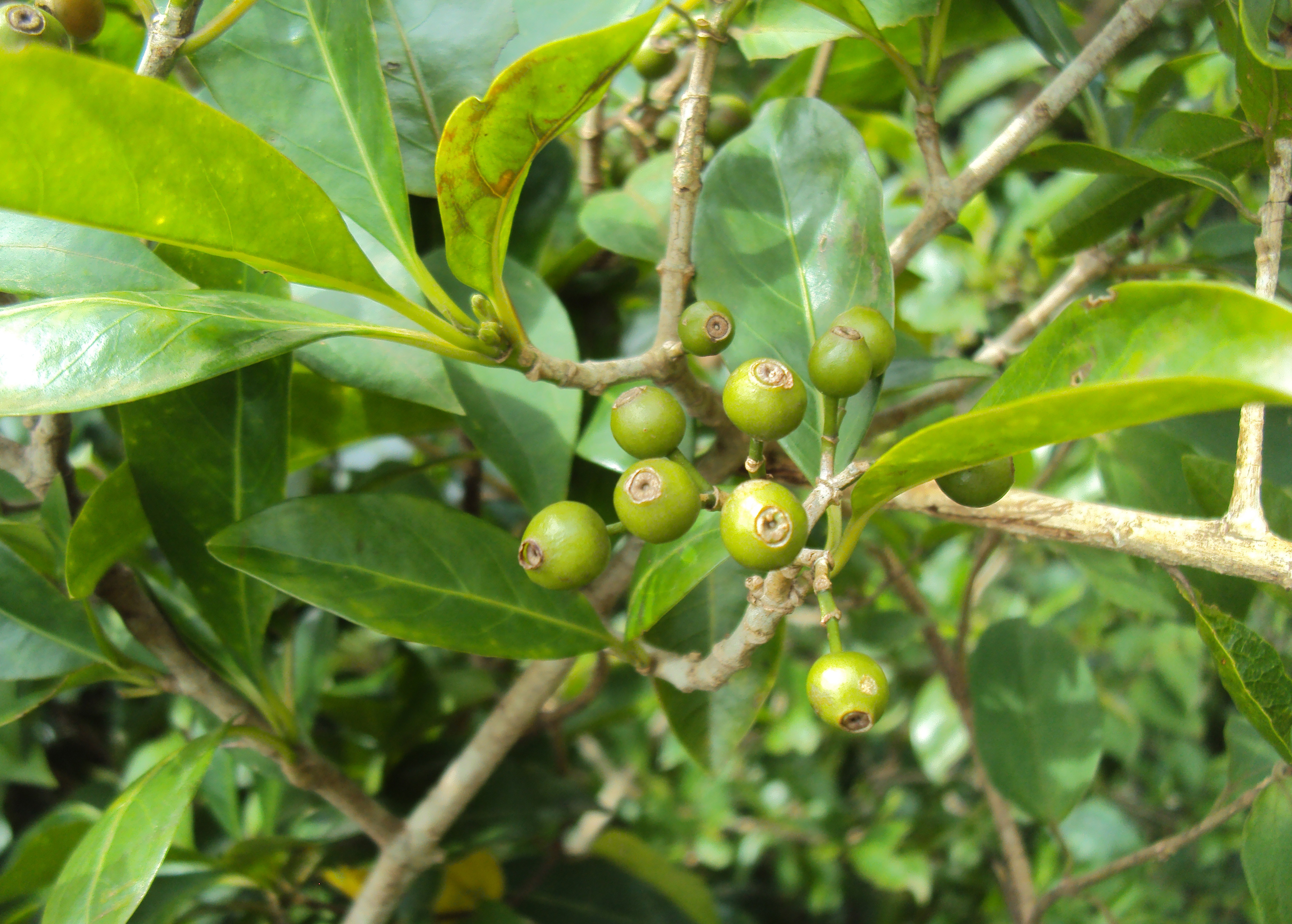
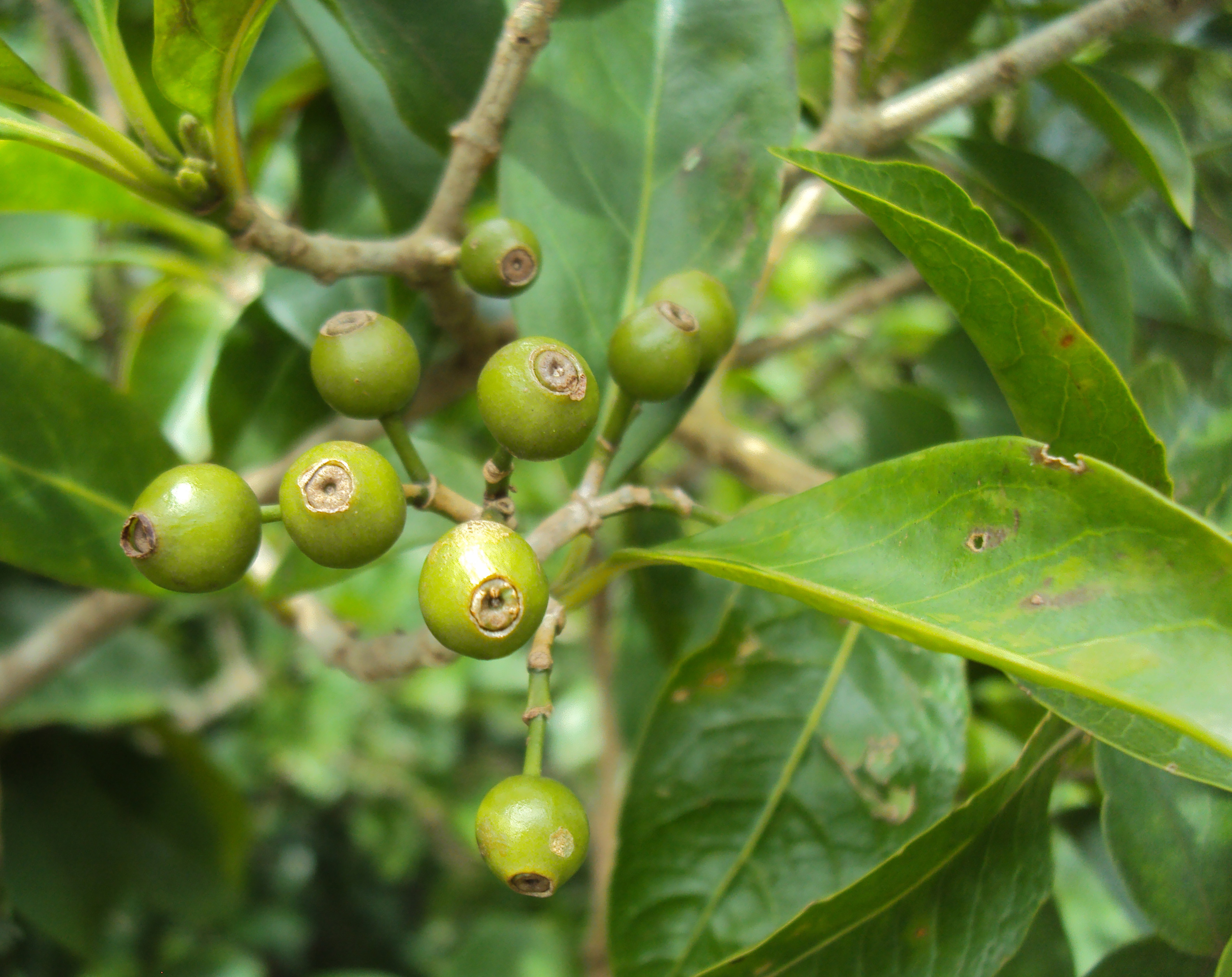
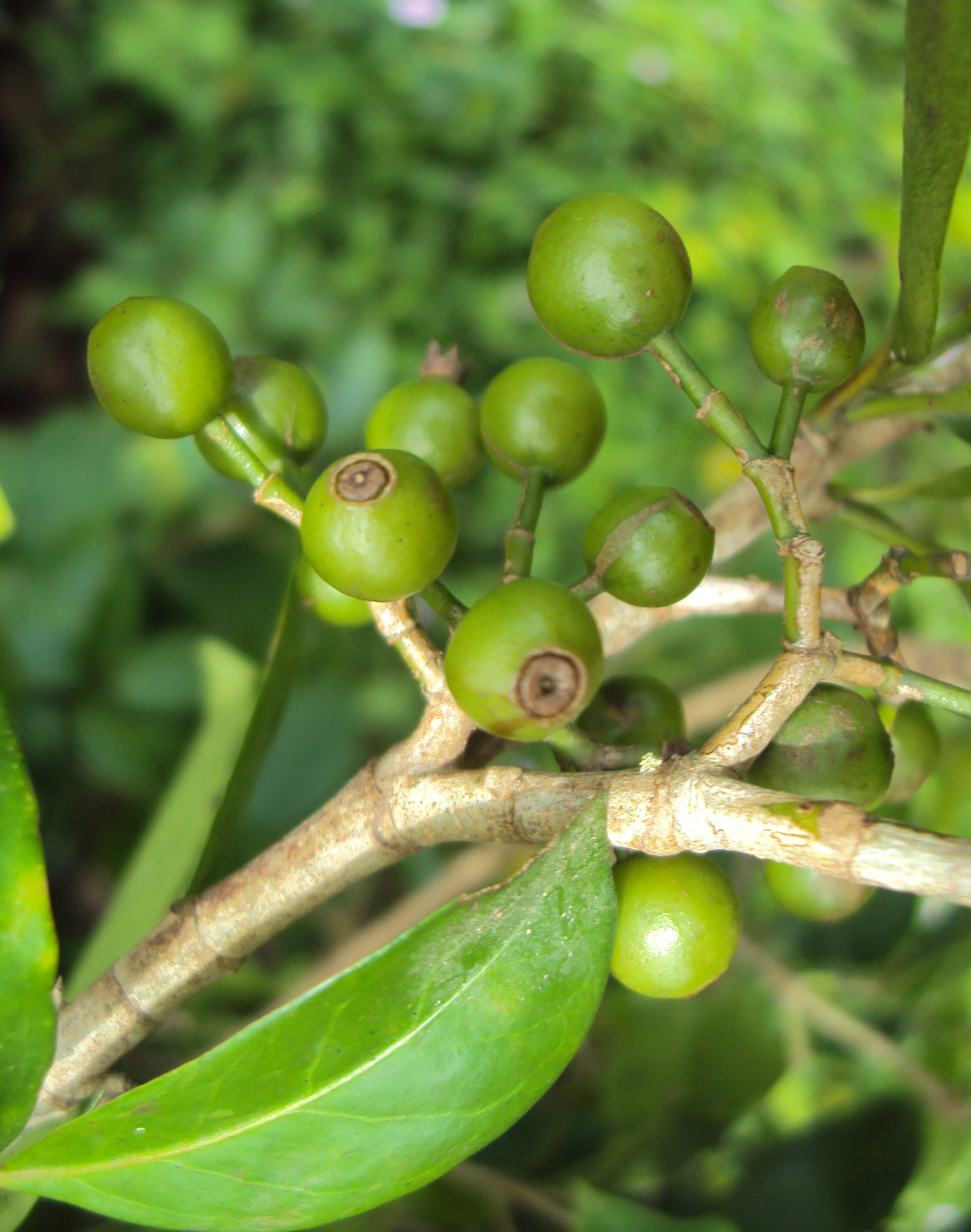